# Tannodia congolensis
Tannodia congolensis är en törelväxtart som beskrevs av J.Leonard. Tannodia congolensis ingår i släktet Tannodia och familjen törelväxter.
Artens utbredningsområde är Kongo-Kinshasa. Inga underarter finns listade i Catalogue of Life.